# Зубец, Василий Мартынович
Василий Мартынович Зубец — советский хозяйственный, государственный и политический деятель, доктор технических наук (1969), профессор (1970), Заслуженный деятель наук Белорусской ССР.

## Биография
Родился в 1907 году в селе Городок. Член КПСС с 1940 года.
Выпускник Белорусской сельскохозяйственной академии. С 1932 года — на хозяйственной, общественной и политической работе. В 1932—1978 гг. — инженер-мелиоратор в РСФСР и Белорусской ССР, участник Великой Отечественной войны, начальник производственного отделения отдела аэродромного строительства 1-й воздушной армии, инженер-мелиоратор в Белорусской ССР, 1-й заместитель министра, министр мелиорации и водного хозяйства Белорусской ССР, директор Белорусского НИИ мелиорации и водного хозяйства.
Избирался депутатом Верховного Совета Белорусской ССР 4-го созыва.
Умер в 1991 году.